# Michele Falco
Michele Falco, anche de Falco, di Falco, Farco (Napoli, forse 1688 – Napoli, dopo il 1732), è stato un compositore italiano.
Si formò musicalmente presso il Conservatorio di Sant'Onofrio a Porta Capuana presumibilmente in un periodo compreso tra il 1700 e il 1712, dove fu forse allievo di Nicola Fago. L'8 marzo 1712 entrò a far parte della Reale Congregazione e Monte dei Musici e il 13 giugno 1716 venne eletto governatore dell'associazione. In questo periodo fu attivo come maestro di cappella a Pollena Trocchia e come compositore d'opere, principalmente comiche. L'ultima sua notizie biografica è riferita al 1732, anno in cui abbandonò la propria posizione alla Reale Congregazione.
Falco usava firmare i propri lavori teatrali con un anagramma del proprio nome, Cola Melfiche; diversamente dagli altri compositori napoletani d'opera buffa suoi coevi, egli era un musicista professionista e fu tra i primi a sperimentare l'impiego delle nuove forme drammatiche all'interno di lavori comici. Le sue opere, come quelle dei suoi contemporanei, variano notevolmente in lunghezza e tecnica espressiva.

## Composizioni

### Opere
- Lo Lollo pisciaportelle (opera buffa, libretto di N. Orilia, 1709, Napoli)
- Lo Masillo (2° atto) (dramma per musica, libretto di N. Orilia, 1712, Napoli; in collaborazione con Nicola Fago)
- Lo mbruoglio d'ammore (opera buffa, libretto di A. Piscopo, 1717, Napoli)
- Armida abbandonata (dramma per musica, libretto di Francesco Silvani, 1719, Napoli)
- Lo castiello saccheiato (opera buffa, libretto di F. Oliva, 1720, Napoli)
- Le pazzie d'ammore (opera buffa, libretto di F. A. Tullio, 1723, Napoli)
- Intermezzo per il Siface di Nicola Porpora (1730, Roma)